# Прайс, Леонтина
Мэри Вайолет Леонтина Прайс (англ. Mary Violet Leontyne Price; род. 10 февраля 1927, Лорел) — американская оперная певица (сопрано). Первая афроамериканка, ставшая оперной примадонной. Её коронной ролью считалась Аида.

## Биография
Родилась в городке Лорел (штат Миссисипи) в семье лесопильщика и акушерки. Игре на фортепиано начала учиться в три года. Училась в Центральном государственном колледже Уилберфорса (штат Огайо), затем в Джульярдской школе (Нью-Йорк), где в «Фальстафе» её услышал композитор Вирджил Томсон, предложивший ей роль в новой постановке своей оперы «Четверо святых в трёх действиях» (где были заняты одни чернокожие певцы).
Национальную известность приобрела благодаря роли Бесс в опере «Порги и Бесс», поставленной в 1952 году бродвейским театром Зигфелда. Тогда же вышла замуж за Уильяма Уорфилда, который пел партию Порги; их брак продлился 20 лет.
Первый сольный концерт дала в Нью-Йорке в 1954 году, а её дебют в постановке оперного театра состоялся в 1957 году в Опере Сан-Франциско. Хотя Мариан Андерсон и другие чернокожие исполнители к тому времени с успехом исполняли оперные арии в концертах, Прайс стала первой, кому удалось сделать полноценную оперную карьеру, исполняя ведущие партии в главных театрах мира. Основной для неё площадкой стала Метрополитен-опера, где за четверть века (с 1961 по 1985 годы) она выступала более 200 раз — преимущественно в «Аиде» и других операх Верди.
Прайс снискала известность и за пределами США благодаря регулярным выступлениям в Венской опере, Ковент-Гардене, Ла Скала. Вместе с труппой последнего гастролировала в 1964 году в Москве, где исполнила «Реквием» Верди (оркестром дирижировал Г. фон Караян). Помимо Верди, блистала в постановках опер Моцарта и эпохи барокко. Также не чуждалась репертуара современных композиторов, особенно продуктивно сотрудничая с С. Барбером (в частности, воплотила в 1966 году роль Клеопатры на мировой премьере его оперы «Антоний и Клеопатра»).
С оперной сцены Леонтина Прайс ушла в 1985 году, но затем ещё в течение 12 лет давала концерты. Критики больше ценили её вокальные, чем актёрские способности. Её голос оценивался специалистами как «яркий, парящий» и как «богатый, упругий и сияющий».
Имеет многочисленные награды, среди которых Президентская медаль Свободы, медаль Спингарна, две премии «Эмми», восемнадцатикратный лауреат премии «Грэмми», обладательница премии «Грэмми» за особый многолетний вклад в индустрию звукозаписи (1989). Введена в Зал славы журнала Gramophone.